# 尚可喜

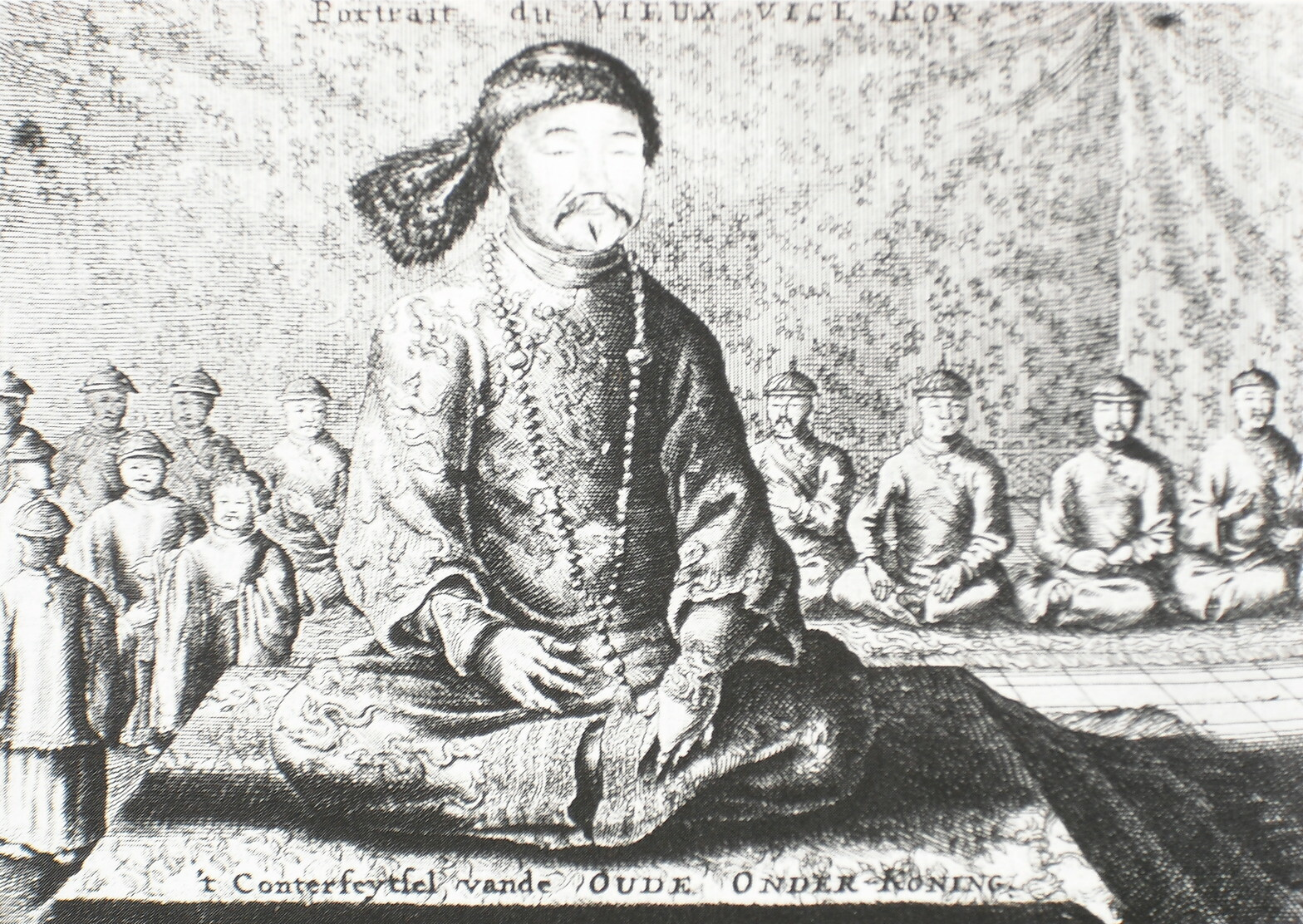
尚可喜（1655年）

尚 可喜（しょう かき、万暦32年8月1日（1604年8月25日） - 康熙15年10月29日（1676年12月4日））は、明末から清初の武将。字は元吉、震陽と号す。子は尚之忠（早世）・尚之信・尚之孝（尚崇坦の父）・尚之隆・尚之節・尚之璜・尚之瑛・尚之璋。

## 人物
本貫は山西省平陽府洪洞県、後に遼東都指揮使司海州衛。祖父の尚継官は科挙に及第し、父の尚学礼も、兄の尚可進と尚可福も、従弟の尚可義も、明の官吏であった。
明の万暦32年（1604年）に生まれ、父に従って従軍し、耿仲明とともに毛文龍に仕えて、明のために辺境の要衝を防衛した。後に袁崇煥が毛文龍を誅殺したために、後金（清）に投じ、清軍に従って関内に入って戦った。
順治6年（1649年）に平南王に封じられ、耿仲明と広東に進出して、大いに明軍を破った。後は広東に入った。尚可喜は呉三桂らとともに藩王に封じられ、広東で私的に税金を徴収し、毎年数百万両となった。
康熙12年（1673年）に、尚可喜は老いて、故郷の地に帰り、広東の地を次男の尚之信に継がせようと願い出た。しかし、これに対して清朝廷は詔を出して帰郷は認めるが世襲は認めないとし、尚之信ら三藩を廃止しようとした。
呉三桂・耿精忠は軍隊を出し、尚之信はそれに呼応した（三藩の乱）。康煕15年（1676年）、挙兵に反対した尚可喜は息子によって軟禁され、10月29日広州で73歳で悶死し、後に海城県の文安山（現在の遼寧省鞍山市海城市八里鎮大新村文安山）に埋葬された。

## 略史
- 1604年（万暦32年） 明の海州衛に生まれる。
- 1623年（天啓3年） 明の辺境防衛に従軍。
- 1634年（天聡8年） 東江総兵の沈世魁に攻められ、部下を率いて後金（清）に投降した。のちに軍功が輝かしいため、部隊は「天助兵（abkai nonggiha cooha）」[1]といわれた。
- 1636年（崇徳元年） 智順王（mergen ijishūn wang）[2]に封ぜられる。
- 1644年 摂政ドルゴンに従って関内に入る。
- 1645年 軍を率いて湖北を転戦。
- 1646年 湖広に出征し、広州で敵を皆殺しにする（庚寅之劫）。
- 1649年 平南王（julergi be necihiyere wang）[2]に封ぜられ、金冊・金印を賜る。
- 1673年末 呉三桂が雲南で軍隊を出し清に反抗し、耿精忠は挙兵して応えた。呉三桂は尚可喜に手紙出し、挙兵を勧めたが、これに組せず朝廷に報告して忠誠心を表す。
- 1675年 朝廷は、尚可喜を平南親王（julergi be necihiyere cin wang）[2]として加封する。
- 1676年2月 次男の尚之信が反清の軍に参加したため、尚可喜は子に軟禁され、広州にて悶死する。享年73。
- 1681年 尚可喜の遺言状によって、海城に葬られる。